# 琳·约恩森
琳·约恩森（丹麥語：Line Jørgensen，1989年12月31日—），丹麦女子手球运动员。她曾代表丹麦国家队参加2012年夏季奥林匹克运动会女子手球比赛，结果队伍获得第九名。